# アラル海
アラル海（アラルかい、カザフ語: Арал теңізі、ウズベク語: Orol dengizi / Орол денгизи、カラカルパク語: Aral teńizi / Арал теңизи、露: Аральское море、英: Aral Sea、中: 鹹海）は、カザフスタンとウズベキスタンにまたがる塩湖である。

## 名称
名前の由来は「島が多い」という意味のテュルク語である。

## 地理
中央アジア西部の内陸湖である。アラル海の西にはカスピ海があり、2つの海の間にはトゥラン低地やウスチュルト台地がある。アラル海の南東にはキジルクム砂漠があり、南はカラクム砂漠、北はカザフステップに囲まれている。
1960年代まで湖沼面積は約66000〜68000平方キロメートルで、日本の東北地方とほぼ同じ大きさの世界第4位の湖だったが、半世紀で約5分の1に縮小した。降水の多寡により水位変動があるが、2010年11月現在のアラル海の面積は1万3900平方キロメートルであり、日本の福島県とほぼ同じ大きさである。
かつては1つの湖だったが、その後小アラル海（北アラル海）と大アラル海（南アラル海）に分かれ、現在は小アラル海とバルサ・ケルメス湖、東アラル海、西アラル海の4湖に分かれている。小アラル海と大アラル海の間はかつてはベルグ海峡と呼ばれており、現在はコカラル堤防で仕切られている。また干上がった部分はアラルクム砂漠と呼ばれる。
- アラル海の周辺諸国と地形
- アラル海とシルダリヤ川（青線:上）、アムダリヤ川（青線:下）
- アラル海（2004年）。黒線は1850年の湖岸線。湖付近の白いものは塩。

アラル海は砂漠の中にあり降水量は年間200ミリ未満である。アラル海の水源はパミール高原や天山山脈などの融雪水に由来し、河川を伝って2000キロメートル以上流れてアラル海に到達する。小アラル海の主な水源は現在でもシルダリヤ川だが、大アラル海の主な水源だったアムダリヤ川は現在はアラル海まで到達しておらず、バルサ・ケルメス湖は水源を湧き水に頼っている。
アラル海の水位は、1960年に53.4メートルで、半世紀後の2011年現在では大アラル海が25メートル下がって28.3メートルになり、小アラル海は11メートル下がって42.5メートルになっている。それに伴い水量は大アラル海が6%、小アラル海は32%となった。その結果、海岸線は北岸の都市アラルから25キロメートル（2007年）、南岸の都市モイナクから77キロメートル後退した。

## 歴史

### 古代・中世
アラル海が形成されたのは1〜2万年前とも、200万年以上前（古代湖）とも言われる。古生代のテチス海を起源とする説もある。紀元前5世紀のヘロドトスはアムダリヤ川はカスピ海に注いでいると記述しており、それが正しければ当時のアラル海は現在と同じようにシルダリヤ川のみが流入する湖だったようである。その後、地殻変動や流入河川の水路の変異によってサリカミシュ湖とつながったり干上がりかけたりする時代を経て、現在に至った。13世紀から14世紀にほぼ干上がったことがあり、入り込んだ人間が集落を築き、モスクなどを造っていたことが発見されたケルデリ遺跡から明らかになっている。1960年頃までの塩分濃度は海水の約3分の1(10g/L)の汽水である。過去、1万年間は周期的に 20m程度の水位変化を生じていたと推定されている。

### 19〜20世紀
帝政ロシアはアラル海を自国領に組み込むに従い「アラル艦隊」を編成した。もともとアラル海周辺は漁業でなりたっている地域であったが1903-1905年頃、トランス・アラル鉄道（オレンブルク・タシケント間）が一部開通し、輸出をも視野に入れた商業的漁業が成立するようになった。ソビエト連邦時代にはアラル海サケ(ブラウントラウトの亜種）やアムダリア・チョウザメなどの在来種に加えて外来種も放流され、年間4〜5万トンの漁獲高があった。アムダリア・チョウザメがカスピ海産チョウザメの寄生虫で大量死する事件もあったが、最盛期には二千人の漁民が船団を組んで漁業を行い、アラリスクのコンビナートでは五千人の労働者が魚肉加工に従事し、名産のキャビアや缶詰を製造した。湖にはヴォズロジデニヤ島などの島があり、バルサケルメス島にはサイガやクランが放牧され、バルサ・ケルメス自然保護区が出来た。シルダリヤ川やアムダリヤ川の河口の湿地帯にはヨシや河畔林「トゥガイ」が広がり、ペリカンやフラミンゴなどの渡り鳥が飛来した。この他にシマハイエナやカラカル、カスピトラなどが居り、1930年代には毛皮を取るためにマスクラットが移植された。アラル海はシルクロードのオアシス地帯であり、ソ連時代は保養地ともされ、モイナクとモスクワには定期的な航空路線があった。
- 1853年の地図
- 19世紀後半のアラル艦隊
- カラカル、アラル海サケ、シマハイエナ、大アムダリア・チョウザメ、チャブ

1940年代にソビエト連邦は「自然改造計画」を実行し、綿花栽培のために大規模な灌漑を始めた。1950年代にはアムダリヤ川の中流域にカラクーム運河を建設し、アムダリヤ川の水をトルクメニスタンの首都アシガバートのほうに流すようにした。その結果1960年を境にアラル海の面積は急激に縮小し、1970年代末には塩分濃度の上昇により魚が取れなくなった。1980年代にはコクアラル島が地続きになり、アラル海の行く末が世界的に危惧されるようになった。1980年代を通じてアラル海の塩分濃度は海水（35g/L）に近づいていったが、アゾフ海から塩分に強いカレイ（プレイス種）を導入する事で漁業はなんとか続いた。

### 冷戦終結後

縮小するアラル海（時系列）

アラル海は1989年に小アラル海と大アラル海に分断された。アムダリヤ川の河口部の湿地帯は干上がり、植生が砂漠の植物に変わり、マスクラットが巣を作れなくなり、渡り鳥が飛来しなくなった。大アラル海の塩分濃度は1993年に海水を超えて(37g/L)、2000年には海水の2倍（70g/L）に達し、塩分に強いはずのカレイですら死滅して漁業が不可能になった。湖の中にあったバルサケルメス島やヴォズロジデニヤ島、コンスタンチン島などは地続きになり、バルサケルメス島のクランはオオカミの脅威にさらされ個体数が激減した。細菌兵器の開発が行われていたヴォズロジデニヤ島では細菌の流出が危惧された。こうしてアラル海周辺の多くの生物が死滅し、漁業や魚肉加工業や毛皮産業が衰退し、9割の漁民が他地域に移住・転廃業して、いくつもの村が廃村になった。追い討ちをかけるように、干上がった湖底から砂嵐が舞い上がり、塩害により住民の健康被害や植生の破壊を引き起こした。2005年には大アラル海が東西に分断され、その後大アラル海は3つの湖に分裂した。2009年8月頃、衛星写真を根拠に東アラル海が消滅したかのように報道されたが、東西両アラル海は未だに健在であり（外部リンクの「Shrinking Aral Sea」を参照）、季節的要因や直近の降水量の多寡によって水位が変動する事が分かる。また小アラル海はコカラル堤防の建設により回復しつつあり、2012年2月にはシルダリヤ川の河口デルタと共にラムサール条約に登録された。これら人的要因による湖の縮小とそれにともなう周辺環境の急変は、「20世紀最大の環境破壊」とも言われている。アラル海の縮小、生態系の破壊およびその対策に関する様々な資料からなる「1965年から1990年までのアラル海に関する記録」は2011年、カザフスタンの申請によりユネスコの世界の記憶に登録された。

## 自然改造計画による環境破壊

### 時代背景

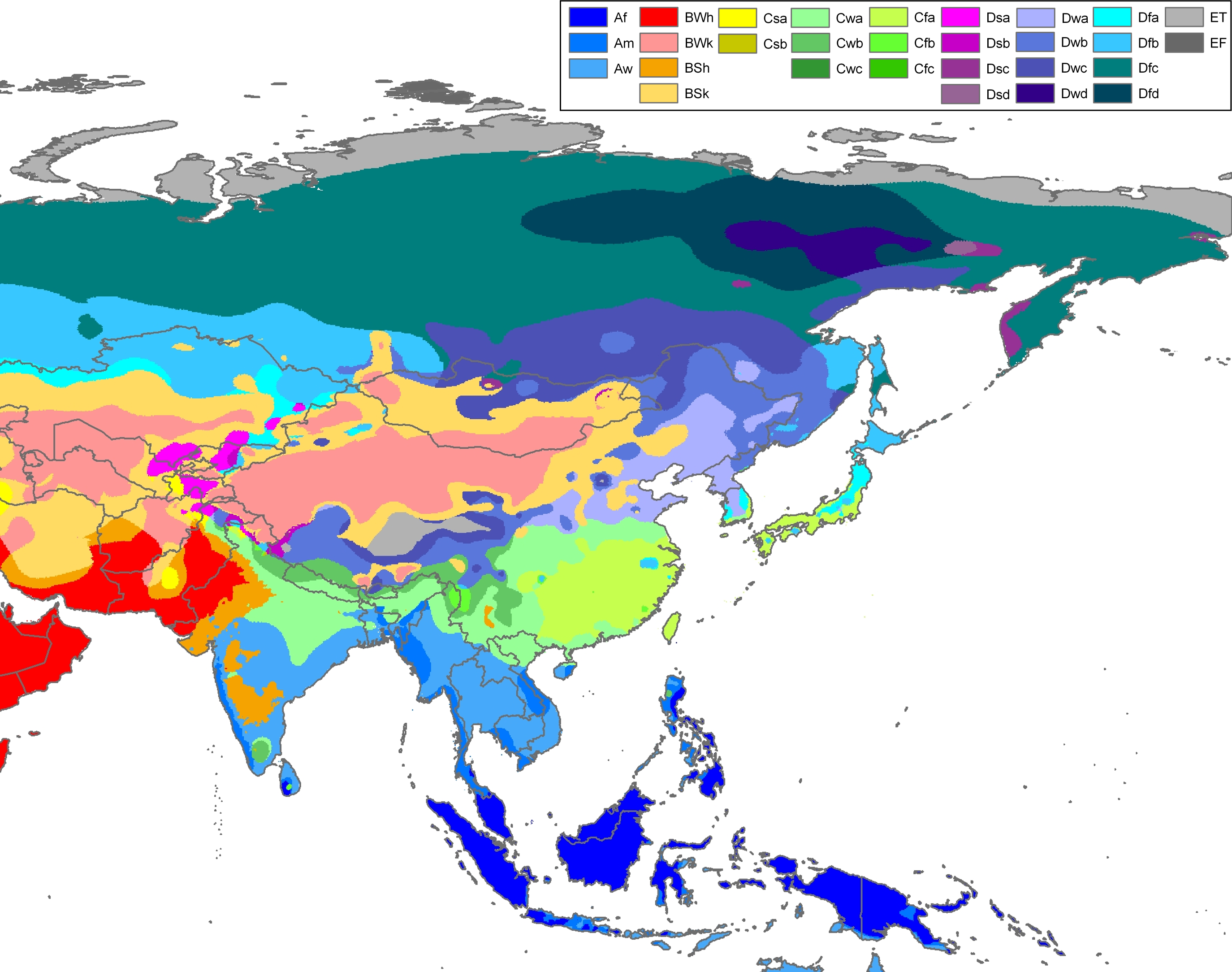
シルダリヤ川は砂漠気候であり、アムダリヤ川は上流が高地地中海性気候、中流は地中海性気候やステップ気候や砂漠気候、河口部は砂漠気候である

この地域で綿花栽培を最初に行ったのは、18世紀のホラズム・ハン国である。19世紀に中央アジアに進出した帝政ロシアは第一次産業革命の最中にあり、原材料として綿花を必要としていた。当時はアムダリヤ川水系を利用した運河網を建設してインドと交易する案（19世紀末のグルホスコイのアムダリヤ・カスピ航路案）もあったが、アメリカで南北戦争が勃発して綿花価格が高騰したことや大英帝国とのグレート・ゲームなどを理由に、中央アジアで綿花を国内生産する方が良いという結論に達した。またアラル海は農業用水として価値の低い塩湖であり、貴重な淡水を蒸発させるよりもアラル海に達する前に使いきってしまった方が良いという考え方もあり、当時からアラル海の縮小・消滅は織り込み済みだったようである。これらの考え方はロシア革命後も形を変えて引き継がれ、冷戦時代には経済的・軍事的な理由の他に、政治的・イデオロギー的な側面も加わり、社会主義陣営の盟主として「社会主義的政策」により素晴らしい効果を挙げることや、進化する人知と科学により自然を凌駕すること、共産主義は西洋社会や遊牧社会に勝ることを示そうとした。
ソビエト連邦は領主や地主、イスラム寺院などのブルジョワ階級から土地を取り上げて、灌漑によって草原を農業用地に変えた。更に遊牧民を定住させ、ソ連の沿海州から朝鮮系住民を強制移住させて労働者階級を作り出し、コルホーズやソフホーズで集団的な農畜産業に従事させた。ケッペンの気候図によると、シルダリヤ川流域は大量の水を必要とする綿花や稲科の栽培には向かない風土である。一方、アムダリヤ流域の高温が4ヶ月続く水の多い低地は稲作に適しており、高温を必要とする綿花は乾燥と塩分土壌にも耐性があるので、小麦ではなく稲作や綿花のモノカルチュアが導入された。第二次世界大戦後は大区画農地と大型農業機械による農業も始まり、ウズベキスタンの綿花生産量は150万トン弱（1940年）から450万トン（1970年）、500万トン（1986年）に増大した。更に近代的医療の導入により人口が増大し、「社会主義の勝利」と銘打って華々しく喧伝された。

### 無謀な計画
アラル海の下流域では地下水位が高く1メートルも掘れば塩分を含んだ地下水が湧き出し、しかもシルト・粘土土壌であるために水分含有率が非常に高い。降水量の少なさと相まって塩類集積が発生しやすい環境にあり、最初は強制的な灌漑により耕作できた土地も、塩害の進行とともに放棄せざるを得なくなった。
アムダリヤ・シルダリヤ両河川を水源として灌漑用水路を建設したがこれらは原始的な手掘りで河床対策が施行されなかったため、大半の水が無駄に砂漠に吸収され土壌の塩類集積・沼地化を促進させてしまった。しかも灌漑農地から染み出した排水や地表の塩分を洗い流すリーチングの排水は、灌漑用水の水質が低下しないように農地より低い位置にある砂漠に棄てられるか、排水路末端の池に注ぐことになり、アム河やシル河に戻ることはない。このようなずさんな灌漑設備および灌漑・排水方式により流量が激減した両河川は、アラル海を大きく減少させた。水を消費するカラクーム運河の補完水源として「シベリア河川転流構想」（オビ・エニセイ川からアラル海経由でカスピ海）もあったが、実現性が乏しく1986年に中止された。
ソ連の科学者の中には将来を予想し反対を唱えた者もいたが、政府指導者の間には「自然改造」の弊害はシベリア転流で一気に解決するという「多幸症」的な神話が広がっており、中央政府（Grigory Voropaevの発言とされる）は漁業利潤と灌漑利潤試算を盾に「アラル海はむしろ美しく死ぬべきである」と言って退けた。

### 悲劇の始まり

#### 環境破壊

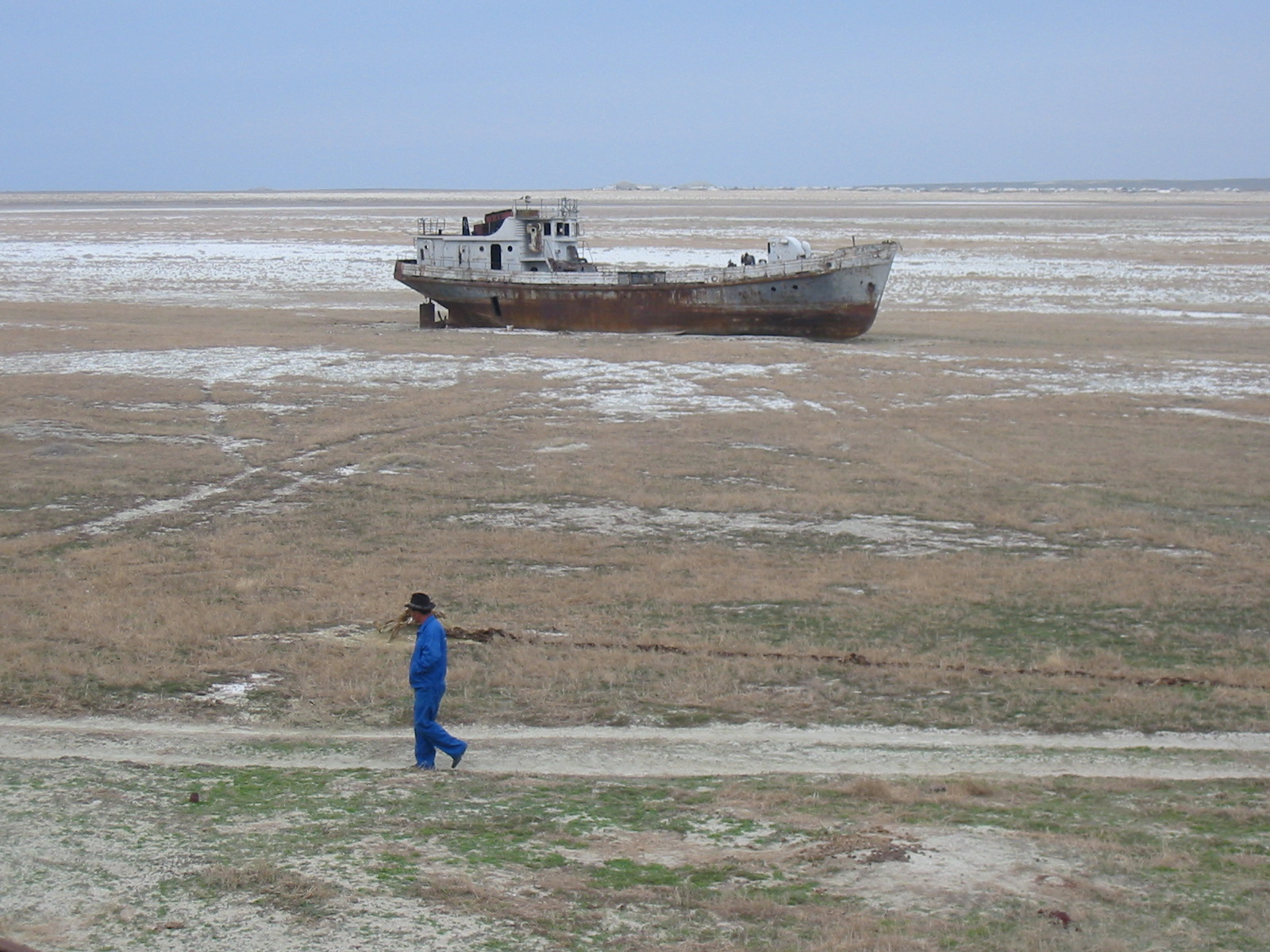
かつての湖底に放棄された船

計画推進の結果、1960年代には年平均20cm、1970年代には年平均60cmと猛烈なペースで水面が低下し、急激に縮小をはじめた。一晩で数十mも湖岸線が遠のいていくため、退避しそこなってその場に打ち捨てられた船の群れが後に「船の墓場」として有名になった。アラル海は中央アジアの中のオアシス的存在であった。湖の存在により気温・湿度が一定の過ごしやすい環境に保たれ、動植物が多様に存在していた。しかし湖が干上がることにより雨は降らなくなり、気温も年較差が激しくなった。そのことにより河畔林であるツガイ大森林など周辺の緑が枯れ、風食作用により表層土も失われ、湖ともども砂漠化の進行を加速化している。アラル海の塩分濃度は、ナトリウム以外の塩基成分であるカルシウムやマグネシウムなどの塩分等が湖底に沈殿し、カルシウムは貝類の貝殻に取り込まれる生態濃縮機能などによって数百年もの間一定の濃度を保っていたが、生態系の破壊によってその絶妙なバランスが機能しなくなった。

#### 健康の悪化
砂漠化した大地からは塩分や有害物質を大量に含む砂嵐が頻発するようになり、周辺住民は悪性腫瘍や結核などの呼吸器疾患を患っている。結核の蔓延には貧困による栄養不足などの複合的な原因があると言われている。飲料水も問題であり、カルシウムやマグネシウム、ナトリウム、微細な砂を含む飲料水を長期間飲み続けている住民は腎臓疾患を発症している。井戸水を飲む地域では農薬由来の化学物質やリン肥料由来の重金属類が混入し健康被害が深刻である。灌漑後の排水が流れ込むサリカミシュ湖では殺虫剤や除草剤の混入レベルが高く、商業的漁業は1987年に禁止されたが守られていない。

## 再生への取り組み

### 20世紀
1980年代のソ連ではペレストロイカやグラスノスチが進んだ。1988年の第19回ソ連党協議会ではアラル海の惨状が議題に上り、主要閣僚が反省の弁を述べた。翌年、ソビエトは「国の環境健全化の緊急措置について」を発表し、海外の専門家に「アラル海復興構想」を募集することにした。1992年から1993年ごろ、カザフスタン・ウズベキスタン・トルクメニスタン・タジキスタン・キルギスタンの五カ国は「国家間水資源調整委員会」（ICWC)、「アラル海流域問題国家間会議」（ICAS）、「アラル海救済国際基金」（IFSA）を創設した。しかしタジキスタン内戦などが起こり、対策は遅々として進まなかった。

### 小アラル海

2000年と2011年の比較

カザフスタン政府はシルダリヤ川の水が大アラル海に流出しないように、堤防を建設することにした。しかし1992年に作られた即席の堤防は土砂を積んだだけの物だったために、1998年に完全決壊した。そこでカザフスタン政府は世界銀行から融資を受けて本格的な堤防を建設することにした。2001年に「シルダリヤ川流路管理及び北アラル海プロジェクト」が始まり、2005年8月にはコカラル堤防（全長13キロメートル）が完成した。コカラル堤防は成功を収め、小アラル海の水位が上昇し、表面積は1.5倍となり塩分濃度は半減した。それに伴い漁獲量は2004年の52トンから2008年には1490トン、2016年には7100トンに回復した。2009年現在、アラル港（アラリスク港）を復活するために、サルィーシャガナク湾に第二の堤防（サルィーシャガナク堤防）を建設する計画が持ち上がっている。しかしコカラル堤防のかさ上げによる水位上昇を期待する意見もあり、賛否が分かれている。サルィーシャガナク湾やシルダリヤ川の河口デルタにはシップスタージョンやダリアスタージョンが生息し、秋にはカンムリカイツブリやセイタカシギなど約20万羽が営巣する貴重な自然が残っている。これらの地域（33万ヘクタール）は2012年2月にラムサール条約に登録された。2013年現在、近隣の村では鯉やチョウザメなどを養殖し放流していると言う。

### 大アラル海

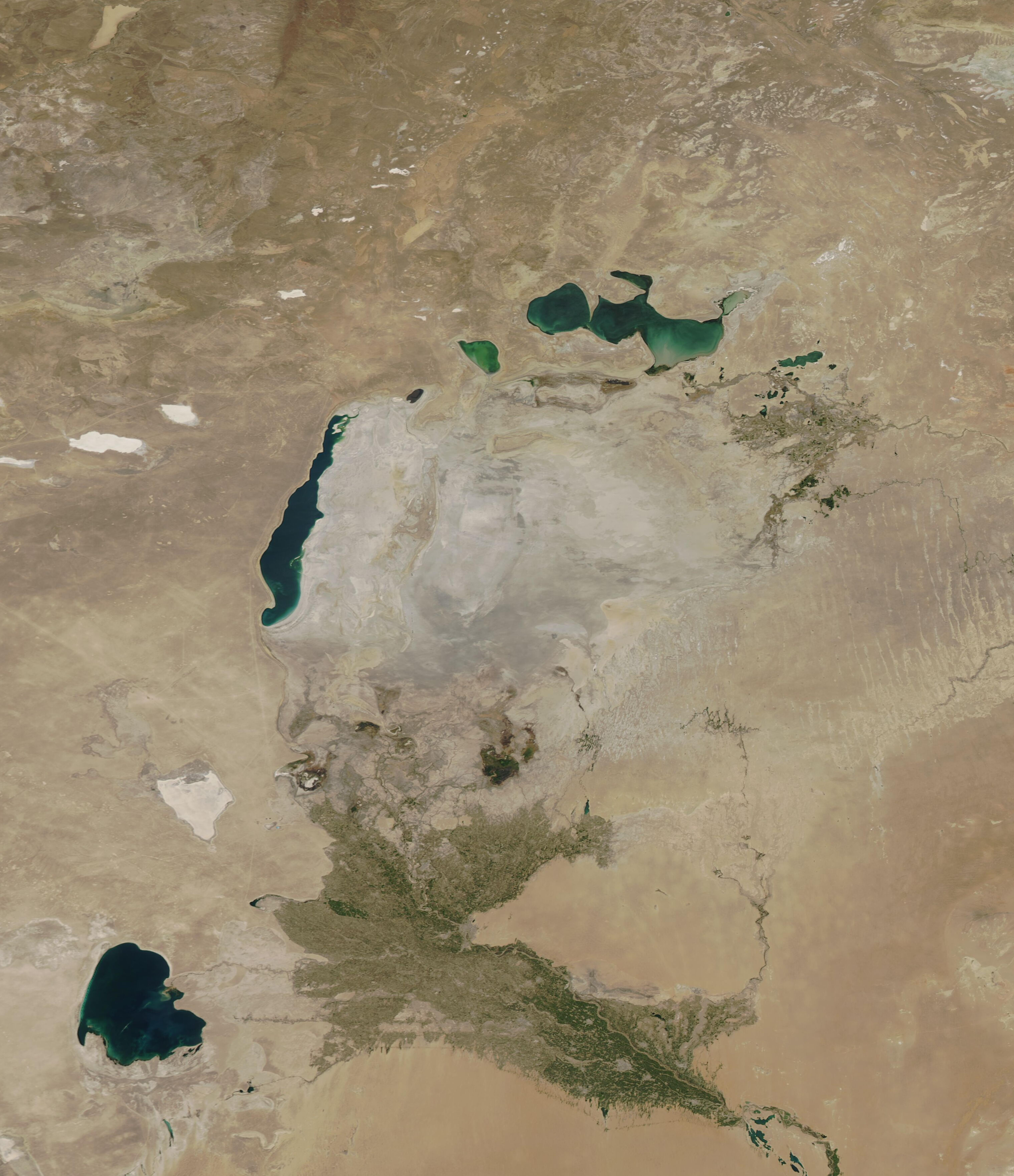
2021年8月、アラル海の大半は干上がってしまった。

地下水の流入があるため完全に消滅することはないとされる。しかしアムダリヤ川の灌漑を全てやめたとしても回復までに75年かかると言う説もあり、世界銀行は大アラル海の救済には否定的である。他地域から導水する案も根強く残っており、2000年代前半、モスクワ市長のユーリ・ルシコフがシベリア河川転流構想の復活を主張した。ウズベキスタン政府は上流のダムの放水量の増加を期待しているが、冬季の水力発電が必要な上流国と夏季の農業用水を必要とする下流国では利害が一致しない為、キルギス政府やタジキスタン政府は消極的だという。中央アジアではキルギスのトクトクル・ダムの過剰放水による洪水や建設中のログン・ダムを巡るウズベキスタン政府とタジキスタン政府の対立など課題が山積しており、大アラル海の救済まで手が回らないのが実情である。またウズベキスタン政府は石油開発のために大アラル海の砂漠化を歓迎しているという意見もある。せめて塩害だけでも防ごうと、干上がった湖底に植物を植える草の根の活動があるが、貧困に苦しむ住民が冬場の燃料として刈り取ってしまい、なかなか上手く行かない。2004年以降、ウズベキスタン政府は漁業・農業・放牧、洪水対策、塩分飛散軽減のために、アムダリア河口デルタに複数の人工湖を作っている。また水源の塩分濃度の低下を目指して、湿原に葦原を構築する草の根運動も行われている。
アラル海を撮影し、その関連作品を世に発信しているフランス出身の写真家ディディエ・ビゼーは大アラル海の現状に対し「かつて人々はアラル海を破壊してしまいましたが、いまはそれを復活させようとしている。うまくいけば、ほかの問題もそれに続いていい方向に向かっていくはずです」と語っている。
過去はアラル海の湾であったモイナク付近のスドチエ湖群はアムダリヤ川と用水路により水位を保っているため、アラル海南部一帯のサクサウールなどの植生がよく保存されている。スドチエ湖群と近隣のジュルトゥルバス湾の周辺にはカラカルの亜種のCaracal caracal schmitzi、コウジョウセンガゼル、Luciobarbus capitoなどの国の絶滅危惧種が生息しており、ハイイロガン、マガモ、コブハクチョウ、メジロガモ、アカハシハジロ、カオジロオタテガモなどの渡り鳥にとっても重要な場所である。ジュルトゥルバス湾にはドワーフスタージョンとアムダリアチョウザメも生息している。スドチエ湖群は2022年5月に、ジュルトゥルバス湾は2022年8月にそれぞれラムサール条約に登録された。

## 自然
小アラルの湾
- パスケヴィチ湾（Paskevich Bay）[6]
- シェブチェンコ湾（Shevchenko Bay）[6]
- ペロフスキー湾（Perovskii Bay）[6]
- サルィーシャガナク湾（Saryshyganak Bay）[6] - アラリスク。

大アラル海の湾
- トゥシチバス湾[10] - バルサケルメス湖。湧き水がある[9]。
- チェルニシェフ湾[10] - 西アラル海。
- アジバイ湾[10] - 消滅。
- サルバス湾[10] - モイナク、かつてのアムダリヤ川河口。大部分は消滅したが、一部は湖として残っている。
- ジュルトゥルバス湾[10] - 消滅。
- ボズコリ湾[10] - 消滅。

自然保護区
- バルサケルメス自然保護区

シルダリヤ川河口部の湖
- カムストゥバス湖（Qamystybas）[5][10] - カザフスタン。

アムダリヤ川河口部の湖
- リバチー湾（Rybachiy Zailv）[5] - モイナクに湖として残るサルバス湾。ウズベキスタン。
- Sudoche湖 - ウズベキスタン。
- Chimboy湖[5] - トルクメニスタン。
- サリカミシュ湖[5] - トルクメニスタン。

## 都市
アラル海の北部はカザフスタンのクズロルダ州、南部はウズベキスタンのカラカルパクスタン共和国に属している。
沿岸
- アラル（カザフスタン）
- モイナク（ウズベキスタン）

周辺の都市
- バイコヌール（カザフスタン） - バイコヌール宇宙基地
- ヌクス（ウズベキスタン）

交通
- トランス・アラル鉄道
- M-32ハイウェイ（シムケント・サマーラ間）
- モイナク空港